# بوتشينوك
بوتشينوك (بالروسية: Починок) هي إحدى مدن روسيا في الكيان الفدرالي الروسي سمولينسك أوبلاست.

## أعلام
- إل ليسيتزكي